# Gorkys Hernández
Pour les articles homonymes, voir Hernández.
Gorkys Gustavo Hernández Lugo (né le 7 septembre 1987 à Güiria, Sucre, Venezuela) est un ancien voltigeur de la Ligue majeure de baseball.

## Carrière

### Ligues mineures
Gorkys Hernández signe son premier contrat professionnel en 2005 avec les Tigers de Detroit et il joue les saisons 2006 et 2007 en ligues mineures avec des équipes affiliées à cette franchise. Évoluant en 2007 pour les West Michigan Whitecaps, le club-école de niveau A des Tigers, Hernández est élu joueur par excellence de la saison dans la Ligue Midwest.
Le 29 octobre 2007, les Tigers échangent deux joueurs toujours en ligues mineures, le lanceur Jair Jurrjens et Hernández, aux Braves d'Atlanta en retour du joueur d'arrêt-court Edgar Rentería. Hernández apparaît en 2007 et 2008 dans le top 5 des meilleurs joueurs d'avenir de l'organisation des Braves, selon Baseball America,.
Le 3 juin 2009, les Braves transigent avec les Pirates de Pittsburgh pour acquérir le voltigeur Nate McLouth, pour qui ils cèdent les lanceurs Charlie Morton et Jeff Locke et le voltigeur Hernández. Ce dernier joue dans le Double-A à Altoona en 2009 et 2010 avant de graduer en Triple-A chez les Indians d'Indianapolis la saison suivante.

### Pirates de Pittsburgh

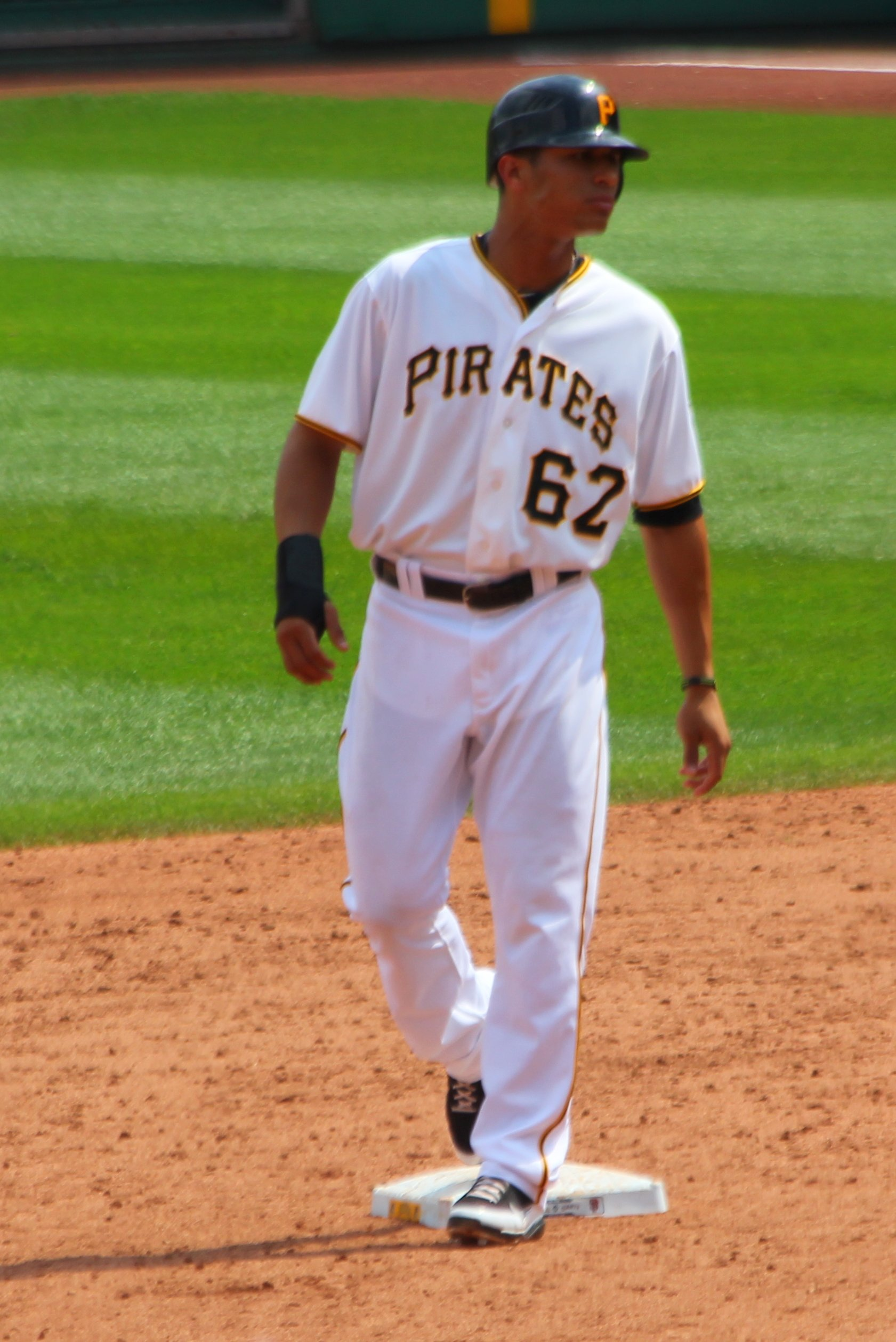
Gorkys Hernández en 2012 avec les Pirates de Pittsburgh.

Après avoir amorcé la saison 2012 dans les mineures à Indianapolis, Gorkys Hernández est rappelé par les Pirates de Pittsburgh et fait ses débuts dans le baseball majeur le 21 mai. Il réussit son premier coup sûr au plus haut niveau le 27 mai comme frappeur suppléant opposé au lanceur Michael Bowden des Cubs de Chicago. Il obtient deux points produits sur ce jeu.

### Marlins de Miami
Le 31 juillet 2012, les Pirates échangent Hernandez aux Marlins de Miami contre le joueur de premier but Gaby Sanchez et le lanceur droitier des ligues mineures Kyle Kaminska. 
Il joue 45 matchs des Marlins et récolte 28 coups sûrs dont 3 circuits, marque 16 points et réussit 5 vols de buts. Il termine la saison 2012 avec 3 circuits, 13 points produits, 18 points marqués, 7 buts volés et une moyenne au bâton de ,192 en 70 parties jouées au total pour Pittsburgh et Miami.

### Ligues mineures
Hernández évolue en ligues mineures avec des clubs affiliés aux Marlins de Miami et aux Royals de Kansas City en 2013, puis dans l'organisation des Royals et des White Sox de Chicago en 2014. Il rejoint sa première équipe, les Pirates de Pittsburgh, le 1er décembre 2014.

### Retour à Pittsburgh
Surtout aligné en ligues mineures en 2015, Hernández revient brièvement dans les majeures pour 8 matchs des Pirates de Pittsburgh en cours de saison.
Il est invité au camp d'entraînement des Giants de San Francisco en 2016.